# Публій Корнелій Сципіон (претор)
Пу́блій Корнелій Сципіон (лат. Publius Cornelius Scipio; близько 24 до н. е. — після 20) — політичний, державний та військовий діяч часів ранньої Римської імперії, претор 7 року.

## Життєпис
Походив з патриціанського роду Корнеліїв, його гілки Сципіонів. Син Публія Корнелія Сципіона, консула 16 року до н. е. 
У 4 році до н. е. його було призначено децемвіром для розв'язання позовів. У 2 році н. е. став квестором-пропретором Римська провінції Ахайї. У (?) році обіймав посаду плебейського трибуна.
У 7 році його було призначено претором. У 9 та 14 роках був легатом в провінціях, але де саме невідомо. 
Після 20 року про діяльність Публія Корнелія Сципіона згадок немає.

## Родина
- Публій Корнелій Сципіон Орестін, військовий трибун 17 року